# Thamnium excavatum
Thamnium excavatum là một loài Rêu trong họ Neckeraceae. Loài này được (Taylor) Kindb. miêu tả khoa học đầu tiên năm 1902.